# Elias Hoff Melkersen
Elias Hoff Melkersen (Stjørdal, 31 december 2002) is een Noors voetballer die doorgaans als aanvaller speelt. 
Hoff Melkersen kwam in 2018 bij FK Bodø/Glimt waar hij niet wist door te breken in het eerste team. Tijdens huurperiodes bij de lager spelende clubs IL Hødd en Ranheim IL was hij een veelscorende spits. In januari 2022 werd hij gecontracteerd door het Schotse Hibernian FC. Hij maakte het seizoen 2022/23 op huurbasis in Nederland af bij Sparta Rotterdam. Hoff Melkersen was Noors jeugdinternational.